# Marisora falconensis
Marisora falconensis — вид сцинкоподібних ящірок родини сцинкових (Scincidae). Мешкає в Колумбії і Венесуелі.

## Поширення і екологія
Marisora falconensis мешкають в низовинах на північному сході Колумбії, в департаментах Сесар, Болівар, Гуахіра і Магдалена, та на північному заході Венесуели, в штатах Фалькон, Яракуй, Карабобо і Сукре. Вони живуть в сухих чагарникових і кактусових заростях, на піщаних дюнах, в пустелях і напівпустелях та в сухих тропічних лісах, трапляються поблизу людських поселень. Зустрічаються на висоті до 300 м над рівнем моря.